# Serie Limo
La Serie Limo és una obra realitzada per Luis Gordillo en acrílic i llapis sobre paper "Canson" el 1991. Les seues dimensions són de 363 x 626 cm i està composta per un total de 64 peces.
L'obra és una mena de culminació de tot el procés creador i artístic de Gordillo, que està en constant evolució des que va començar la seva carrera expositiva a Sevilla el 1958. La seua obra es relaciona amb molts moviments: Pop Art, abstracció informalista…

## L'obra
La sèrie reuneix dos aspectes fonamentals que han vertebrat tota la carrera de l'artista des dels seus inicis: la referència al món orgànic i de fluids i la noció del treball en serie. A més també podem veure un principi de la seua producció, les seues peces no comencen ni acaben a un marc físic, sobrepassen aquests límits de marcs per a comunicar-se amb les obres que les continuen o precedeixen.
A l'obra veiem la voluntat i inclinació de l'artista de treballar des del format horitzontal (vol allunyar-se de la verticalitat de la imatge única), on es dedica a explorar les variacions de la temàtica i transforma la imatge d'una forma tècnica i formal. Podem observar també com Gordillo apel·la al format del còmic, narra l'obra formant diferents "vinyetes" amb cada una de les 64 obres que formen la sèrie.
També dona evidència del seu procés de compondre: l'automatisme (dibuix automàtic) deixant que siga el seu subconscient el que treballe, conscientment o inconscient, com feia als seus famosos "dibuixos de telèfon".
Tractar el tema del Limo, li dona la llibertat per a desplegar moltes formes i dibuixos abstractes que crea la naturalesa als llits de lleres d'aigua quan aquesta ha desaparegut del tot o quasi. A més, l'obra es veu reafirmada i molt cohesionada gràcies a la gamma cromàtica freda i reduïda de colors (marrons verdosos, blau clar, negre, grisos). Utilitzant gammes de tonalitats semblants l'ajuden a no trencar la narració de l'obra.